# 木蘭の涙
「木蘭の涙」（もくれんのなみだ）はスターダストレビューの楽曲。作詞は山田ひろし。作曲は柿沼清史。JAPANESE DREAM 1993年7月度月間グランプリ受賞。なお、木蘭とは木蓮の漢語での表記。

## 概要
スターダストレビューのアルバム『SOLA』（1993年3月10日発売）1曲目に収録（この時の編曲は三谷泰弘）。シングル・カットされ同年7月25日に発売。売上約15万枚（オリコン）とヒットした。
1993年5月、所属事務所アップフロントグループとワーナーミュージック・ジャパン（以下WMJ）が共同出資して設立したレコード会社、ワン・アップ・ミュージック（現：アップフロントワークス）の第1弾新譜であるが、本作は販売元WMJの規格品番(WPDL-4361)で採番されている。なおアルバムとシングルの発売元が異なるが、本作より原盤権をアップフロントグループが保有しているためである。
1998年5月21日、『SOLA』(規格品番：EPCE-4015)と合わせてzetima品番で再発売された(規格品番：EPDE-3017)。
2005年、ニッカウヰスキーのCMソングとして新録音された、アコースティック・ヴァージョンが使用され、同年5月25日に『木蘭の涙〜acoustic〜』として発売された。ライヴではバラード調にリアレンジして演奏される。

## カバー
- 2002年、坂本サトルのシングル『ドライヴ』の両A面として収録。
- 2003年には『クリスマスの約束』にて小田和正と根本本人によるセッションを行う。
- 2004年、佐藤竹善のアルバム『THE HITS〜CORNERSTONES 3〜』にて『木蘭の涙 with コブクロ』として収録。
- 2004年、小野正利がオリジナルアルバム『冬色物語-Winter Stories- 』内でカバーしている。
- 2005年、は佐田玲子が自身のクリスマスコンサートで取り上げている。
- 2008年、Septemberのアルバム『FLOWERs』の5曲目に収録。
- 2008年、藤田恵美のアルバム『ココロの食卓 〜おかえり愛しき詩たち〜』の4曲目に収録。
- 2012年、ZEROのアルバム『Beautiful Songs II』に収録。
- 2012年、AHN MIKAのアルバム『Bittersweet Memories』に収録。
- 2013年、やなわらばーのシングル「でもね…」カップリングに収録。
- 2013年、石井聖子のアルバム『When a woman loves a man 〜女が男を愛するとき〜』の6曲目に収録。
- 2013年、森恵のアルバム『Grace of the Guitar』の3曲目に収録。
- 2014年、高畑充希のアルバム『PLAY LIST』に収録。
- 2014年、夏川りみのアルバム『虹』に収録。
- 2015年、クリス・ハートのアルバム『Heart Song III』に収録。
- 2015年、松崎しげるのアルバム『私の歌 ～リスペクト～』に収録。
- 2016年、松原健之のシングルとして収録。
- 2016年、林部智史のシングル「あいたい」(通常スペシャル盤AVCD-83703)カップリングに収録。
- 2016年、朝倉さやのアルバム『日本漬け』に「木蘭の涙 ft.中孝介」として収録。
- 2017年、谷村新司のアルバム『STANDARD〜呼吸〜』に収録。
- 2018年、島津亜矢のアルバム『SINGER 5』に収録。
- 2019年、清春のアルバム『Covers』に収録。
- 2019年、ChouChoのアコースティックアルバム『naked garden』に収録。
- uru『モノクローム』に収録
- 2020年、木山裕策『ラブ&メモリーズ』収録
- 2020年、田村芽実のDVD『CLIP&COVERS』に収録。
- 2020年、優月の「月白」に収録
- 2021年、渡辺美里のアルバム『うたの木 彼のすきな歌』に収録。
- 2021年、坂本冬美のアルバム『Love Emotion』に収録。
- 2021年、松阪ゆうきのアルバム『ファースト・アルバム ～遥かな人よ』に収録。
- 2022年、五木ひろしのアルバム『DREAM -五木ひろし J-POPを唄う-』に収録。
- 2022年、鈴木雅之のアルバム『DISCOVER JAPAN DX』に収録。
- 2024年、松本孝弘の邦楽カバーアルバム『THE HIT PARADE II』収録。ボーカルはGRe4N BOYZが担当。

その他、長崎県のJリーグクラブであるV・ファーレン長崎のサポーターがこの曲を元としたチャントを歌唱している。